# Shim Suk-hee
Shim Suk-hee (hangul. 심석희) (Gangneung, Južna Koreja, 30. siječnja 1997.) je južnokorejska brza klizačica na kratkim stazama. Na Olimpijskim igrama 2014. u Sočiju je osvojila srebrnu medalju u utrci na 1.500 metara dok je bolja od nje bila Kineskinja Zhou Yang koja je uspjela obraniti olimpijski naslov.

## Olimpijske igre

### OI 2014. Soči
| Soči 2014. Finale - 1500 m | Soči 2014. Finale - 1500 m | Soči 2014. Finale - 1500 m |
| RANG                       | Natjecatelj                | Vrijeme                    |
| -------------------------- | -------------------------- | -------------------------- |
|                            | Zhou Yang                  | 2:19,140                   |
|                            | Shim Suk-hee               | 2:19,239                   |
|                            | Arianna Fontana            | 2:19,416                   |